# Beschendorf
Beschendorf  er en by og kommune i det nordlige Tyskland, beliggende i Amt Lensahn under Kreis Østholsten. Kreis Østholsten ligger i den østlige del af delstaten Slesvig-Holsten.

## Geografi
Beschendorf ligger omkring 5 km syd for Lensahn, men kommunen grænser tæt op mod byen tæt nær motorvejsafkørsel-Lensahn på Bundesautobahn 1. Fugleflugtslinjen går gennem kommunen, og 7-8 km mod mod øst ligger Lübeck Bugt.